# Ssh-agent

ssh-agent est l'agent d'authentification inclus dans la suite logicielle OpenSSH.
Un agent SSH stocke en mémoire les clés privées utilisées lors de l'authentification par clef publique (RSA, DSA, ECDSA) pendant toute la durée de la session.
L'utilisation d'un agent, évite donc d'avoir à retaper la phrase secrète à chaque fois que l'on sollicite l'utilisation de la clé privée. 
L'agent se lance au début d'une session (graphique ou non) et tous les appels (fenêtres ou autres programmes) sont réalisés en tant que client du programme de l'agent SSH. 
Grâce à des variables d'environnement, l'agent peut être trouvé et être utilisé pour l'authentification lors de la connexion à d'autres machines en SSH.